# توماس جاي وارد
توماس جاي وارد (بالإنجليزية: Thomas J. Ward) هو عسكري أمريكي، ولد في 18 أغسطس 1837 في رومني في الولايات المتحدة، وتوفي في 30 مارس 1924.